# Hypnum bogoricum
Hypnum bogoricum là một loài Rêu trong họ Hypnaceae. Loài này được Bosch & Sande Lac. mô tả khoa học đầu tiên năm 1870.